# Managementvennootschap
Een managementvennootschap of bestuurdersvennootschap is in België een vennootschap die met een andere vennootschap overeenkomt om voor deze vennootschap het bestuur waar te nemen. In plaats van dat een natuurlijke persoon als zaakvoerder of bestuurder een mandaat uitoefent, wordt het mandaat door een bestuurdersvennootschap uitgeoefend. Voor de bestuurdersvennootschap in het desbetreffende mandaat wordt een natuurlijke persoon aangewezen als “vaste vertegenwoordiger”.
Het betreft een techniek die vaak door hogere kaderleden wordt toegepast. Het kaderlid heeft geen arbeidsovereenkomst met de andere partij. Gebruik van een managementvennootschap kan belastingsvoordelen opleveren. De tarieven van de vennootschapsbelasting zijn lager dan die van de personenbelasting. Daarnaast wordt de sociale bijdrage anders berekend dan bij gewone werknemers.
De Belgische fiscus houdt nauw toezicht op deze managementvennootschappen. Een kaderlid dat voor een bedrijf werkt en nadien zijn diensten aanbiedt aan hetzelfde bedrijf kan beschouwd worden als schijnzelfstandige en maakt kans om door de fiscus aan de tand te worden gevoeld. Soms wordt de managementvennootschap niet erkend door de arbeidsrechtbank omdat de zelfstandige onvoldoende onafhankelijk kan werken binnen de werkvennootschap, en bij een negatieve beslissing moet de werkgever de achterstallige RSZ betalen, ook de werknemersbijdrage. Toch blijft de managementvennootschap populair, het aantal groeide van 41.000 euro (in 2019) naar 80.000 (2024).